# Le Theil-Nolent
Le Theil-Nolent est une commune française située dans le département de l'Eure, en région Normandie.

## Géographie

### Localisation
Le Theil Nolent est une commune de l'Ouest du département de l'Eure. Elle se situe au centre de la région naturelle du Lieuvin.
|                       | Bazoques     | Bazoques                                               |
| Folleville Duranville | Theil-Nolent | Bazoques Folleville (exclave du hameau de la Bretagne) |
|                       | Malouy       | Courbépine                                             |

### Hydrographie
La commune est située dans le bassin Seine-Normandie. Elle n'est drainée par aucun cours d'eau,.

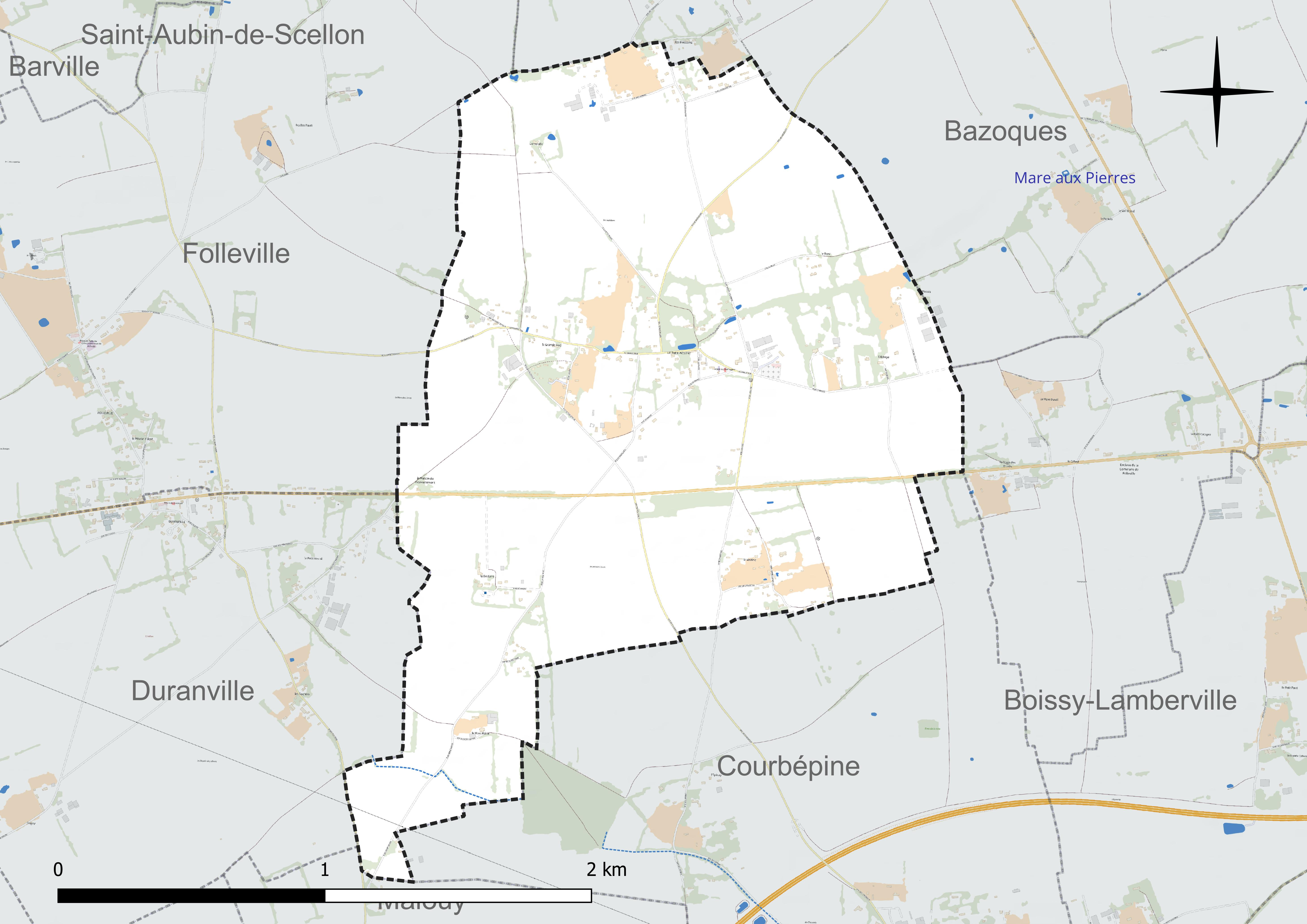
Réseau hydrographique du Theil-Nolent.

### Climat
Pour des articles plus généraux, voir Climat de la Normandie et Climat de l'Eure.
En 2010, le climat de la commune est de type climat océanique dégradé des plaines du Centre et du Nord, selon une étude du CNRS s'appuyant sur une série de données couvrant la période 1971-2000. En 2020, Météo-France publie une typologie des climats de la France métropolitaine dans laquelle la commune est exposée à un climat océanique et est dans la région climatique  Côtes de la Manche orientale, caractérisée par un faible ensoleillement (1 550 h/an) ; forte humidité de l’air (plus de 20 h/jour avec humidité relative > 80 % en hiver), vents forts fréquents. Parallèlement le GIEC normand, un groupe régional d’experts sur le climat, différencie quant à lui, dans une étude de 2020, trois grands types de climats pour la région Normandie, nuancés à une échelle plus fine par les facteurs géographiques locaux. La commune est, selon ce zonage, exposée à un « climat contrasté des collines », correspondant au Pays d’Auge, Lieuvin et Roumois, moins directement soumis aux flux océaniques et connaissant toutefois des précipitations assez marquées en raison des reliefs collinaires qui favorisent leur formation.
Pour la période 1971-2000, la température annuelle moyenne est de 10 °C, avec  une amplitude thermique annuelle de 13,7 °C. Le cumul annuel moyen de précipitations est de 845 mm, avec 12,6 jours de précipitations en janvier et 8,5 jours en juillet. Pour la période 1991-2020, la température moyenne annuelle observée sur la station météorologique la plus proche, située sur la commune de Bernay à 8 km à vol d'oiseau, est de 10,9 °C et le cumul annuel moyen de précipitations est de 666,9 mm,. Pour l'avenir, les paramètres climatiques de la commune estimés pour 2050 selon différents scénarios d’émission de gaz à effet de serre sont consultables sur un site dédié publié par Météo-France en novembre 2022.

## Urbanisme

### Typologie
Au 1er janvier 2024, Le Theil-Nolent est catégorisée commune rurale à habitat dispersé, selon la nouvelle grille communale de densité à 7 niveaux définie par l'Insee en 2022.
Elle est située hors unité urbaine. Par ailleurs la commune fait partie de l'aire d'attraction de Bernay, dont elle est une commune de la couronne,. Cette aire, qui regroupe 36 communes, est catégorisée dans les aires de moins de 50 000 habitants,.

### Occupation des sols
L'occupation des sols de la commune, telle qu'elle ressort de la base de données européenne d’occupation biophysique des sols Corine Land Cover (CLC), est marquée par l'importance des territoires agricoles (100 % en 2018), une proportion identique à celle de 1990 (100 %). La répartition détaillée en 2018 est la suivante : 
terres arables (63,9 %), prairies (36,1 %). L'évolution de l’occupation des sols de la commune et de ses infrastructures peut être observée sur les différentes représentations cartographiques du territoire : la carte de Cassini (XVIIIe siècle), la carte d'état-major (1820-1866) et les cartes ou photos aériennes de l'IGN pour la période actuelle (1950 à aujourd'hui).

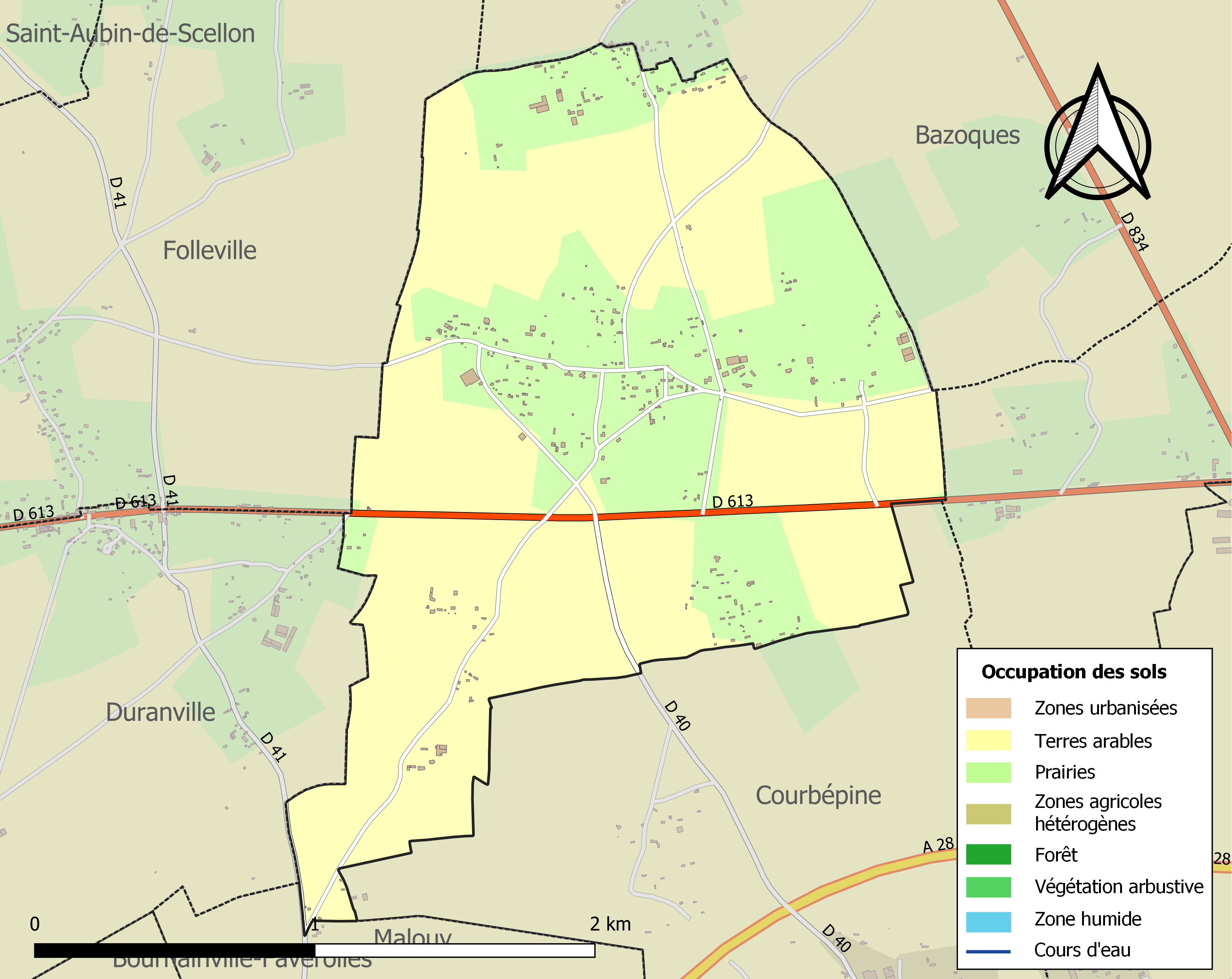
Carte des infrastructures et de l'occupation des sols de la commune en 2018 (CLC).

## Toponymie
Le nom de la localité est attesté sous les formes Tylia vers 1183 (charte de Henri II), Tilia Noelent en 1254 (cartulaire du Bec), Tyllia Noelent en 1288 (charte de Saint-Étienne-de-Renneville), Tinolent en 1738, Le Theil Nocent en 1793, Theil-Nolent en 1801.
Le vieux français theil ou thil, du latin tilius, avait le sens de tilleul.
Nolent évoque l'ancienne famille normande de Nollent, dont certains membres ont pu habiter cette paroisse ou d'y posséder des propriétés.

## Politique et administration
| Période                                  | Période  | Identité                                    | Étiquette | Qualité              |
| ---------------------------------------- | -------- | ------------------------------------------- | --------- | -------------------- |
| 1792                                     | 1793     | Jean Vicard                                 |           |                      |
| 1793                                     | 1795     | Nicolas Racine                              |           | Curé                 |
| 1795                                     | 1798     | Gabriel Cantel                              |           |                      |
| 1798                                     | 1799     | Nicolas Racine                              |           | Maire provisoire     |
| 1799                                     | 1813     | Pierre Duval                                |           |                      |
| 1813                                     | 1856     | Nicolas Philippe                            |           |                      |
| 1856                                     | 1861     | Pierre Nicolas Philippe (fils du précédent) |           |                      |
| 1861                                     | 1866     | Jean petit                                  |           |                      |
| 1866                                     | 1870     | Armand Deschandeliers                       |           |                      |
| 1870                                     | 1882     | Pierre Simon                                |           |                      |
| 1882                                     | 1895     | Charles Duval                               |           |                      |
| 1895                                     | 1919     | Nicolas Simon                               |           |                      |
| 1919                                     | 1922     | Augustin Rousseau                           |           |                      |
| 1922                                     | 1953     | René Simon                                  |           |                      |
| 1953                                     | 1974     | Damien Houssaye                             |           |                      |
| 1974                                     | 2001     | Pierre Houssaye (fils du précédent)         | DVD       |                      |
| mars 2001                                | 2014     | Michel Millard de Montrion                  |           |                      |
| mars 2014                                | En cours | Philippe Touzé                              | SE        | Agriculteur retraité |
| Les données manquantes sont à compléter. |          |                                             |           |                      |

## Démographie
L'évolution du nombre d'habitants est connue à travers les recensements de la population effectués dans la commune depuis 1793. Pour les communes de moins de 10 000 habitants, une enquête de recensement portant sur toute la population est réalisée tous les cinq ans, les populations de référence des années intermédiaires étant quant à elles estimées par interpolation ou extrapolation. Pour la commune, le premier recensement exhaustif entrant dans le cadre du nouveau dispositif a été réalisé en 2007.

En 2022, la commune comptait 272 habitants, en évolution de +7,51 % par rapport à 2016 (Eure : −0,25 %, France hors Mayotte : +2,11 %).
| 1793 | 1800 | 1806 | 1821 | 1831 | 1836 | 1841 | 1846 | 1851 |
| ---- | ---- | ---- | ---- | ---- | ---- | ---- | ---- | ---- |
| 480  | 589  | 529  | 601  | 528  | 529  | 479  | 498  | 472  |

| 1856 | 1861 | 1866 | 1872 | 1876 | 1881 | 1886 | 1891 | 1896 |
| ---- | ---- | ---- | ---- | ---- | ---- | ---- | ---- | ---- |
| 420  | 422  | 422  | 373  | 361  | 345  | 304  | 287  | 269  |

| 1901 | 1906 | 1911 | 1921 | 1926 | 1931 | 1936 | 1946 | 1954 |
| ---- | ---- | ---- | ---- | ---- | ---- | ---- | ---- | ---- |
| 248  | 232  | 208  | 211  | 205  | 189  | 191  | 195  | 181  |

| 1962 | 1968 | 1975 | 1982 | 1990 | 1999 | 2006 | 2007 | 2012 |
| ---- | ---- | ---- | ---- | ---- | ---- | ---- | ---- | ---- |
| 164  | 164  | 155  | 157  | 173  | 186  | 201  | 203  | 246  |

| 2017 | 2022 | - | - | - | - | - | - | - |
| ---- | ---- | - | - | - | - | - | - | - |
| 250  | 272  | - | - | - | - | - | - | - |

## Culture locale et patrimoine

### Lieux et monuments
Le Theil-Nolent compte sur son territoire plusieurs édifices et monuments notables :
- l'église Sainte-Colombe (XVIe et XVIIIe). La façade ouest, le mur sud de la nef et la chapelle de la famille du Maine, tous construits en damiers de pierre et silex, datent du XVIe siècle. Les éléments datant du XVIIIe siècle sont le mur nord de la nef et du chœur ainsi que le chevet plat, tous construits en silex avec des harpes de pierre. En outre, l'église possède un porche composé de pan de bois et de tuileaux et une sacristie faite en silex noirs et en tuileaux[24]. Parmi la trentaine d'objets recensés[25],[26], on relève une statue en pierre polychrome de la vierge à l'enfant constituant une pièce classée monument historique[27].

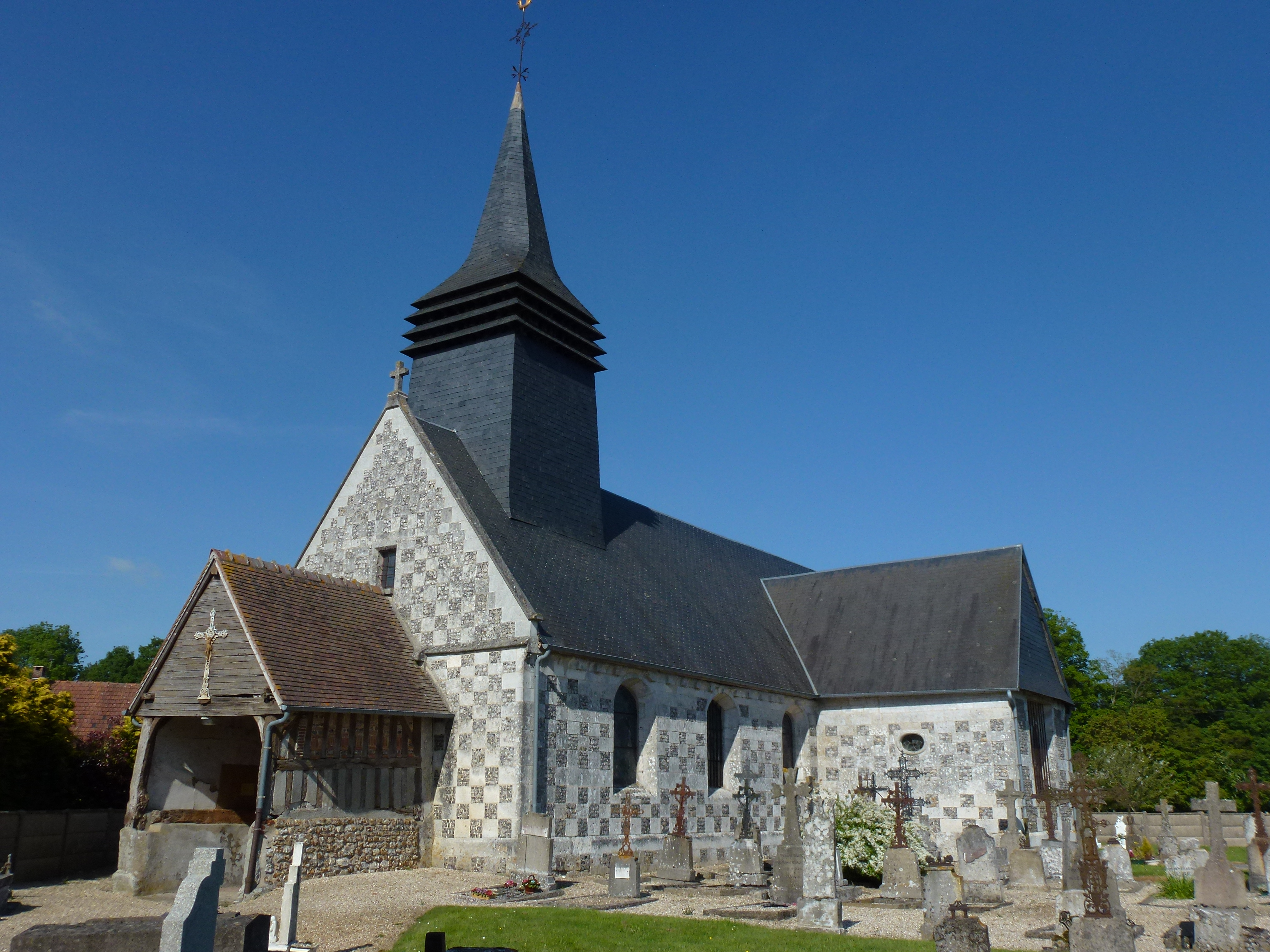
Vue de l'église côtés ouest et sud.
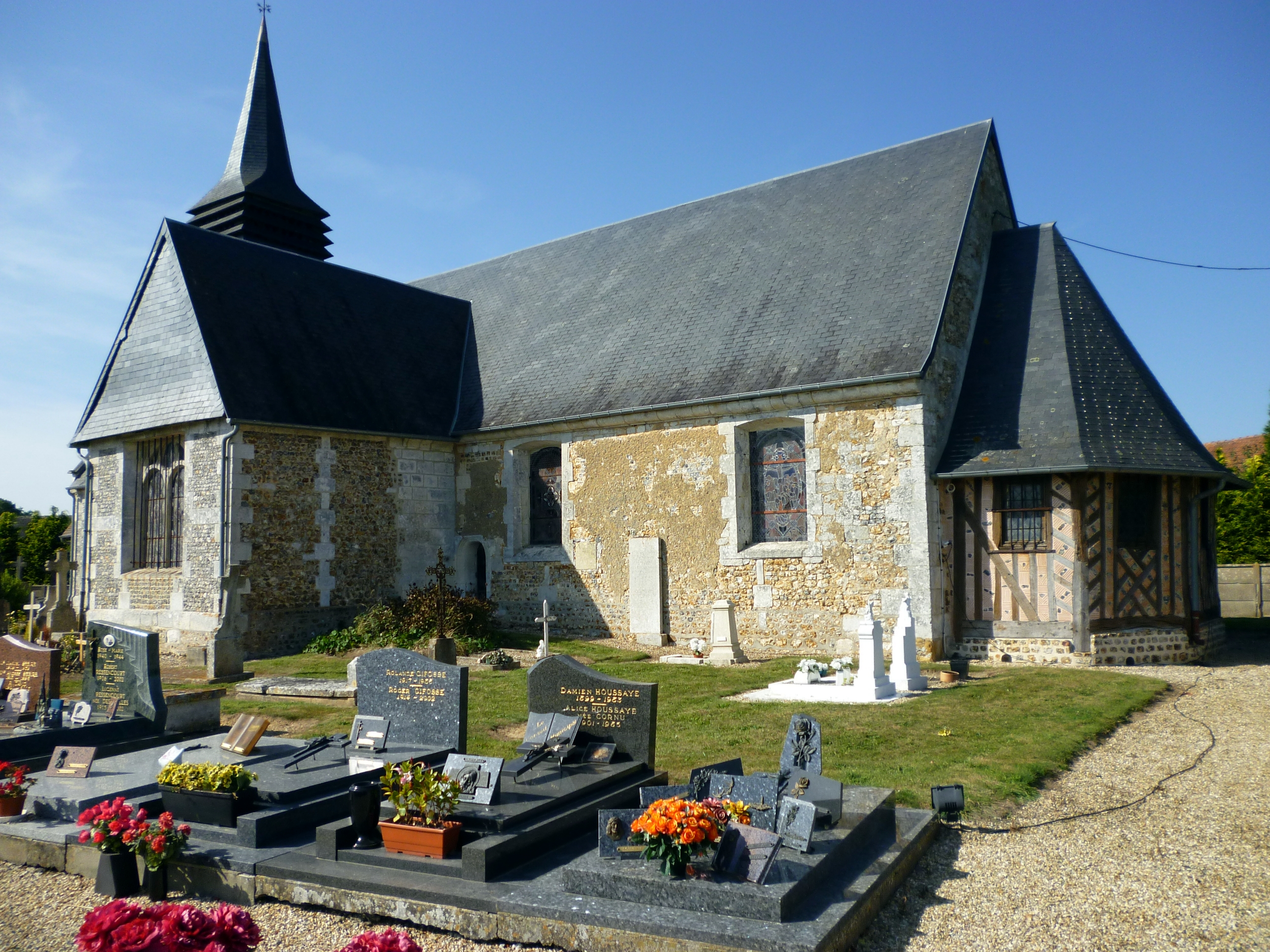
Vue de l'église côtés est et nord.
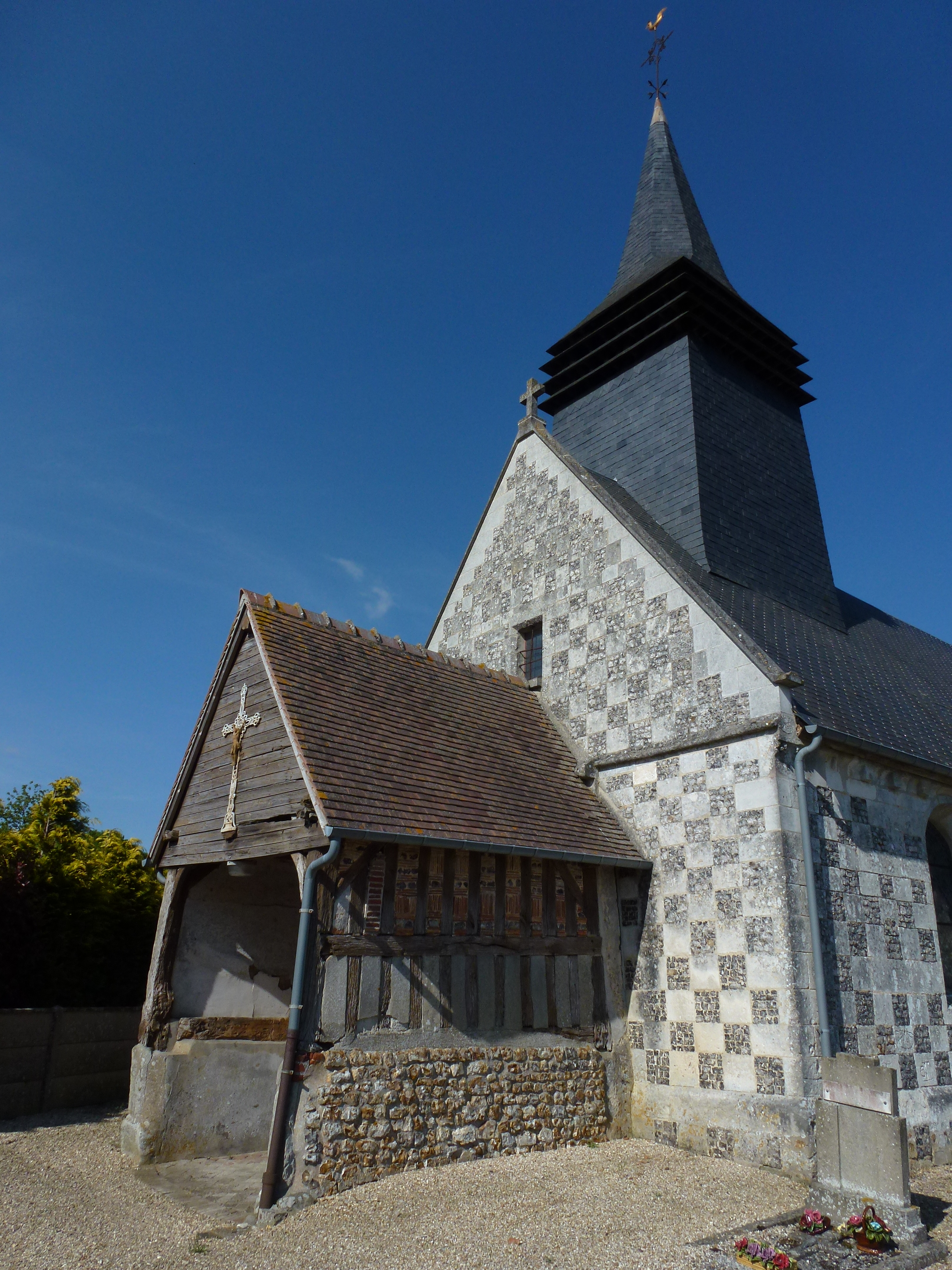
Vue du porche et de la tour.
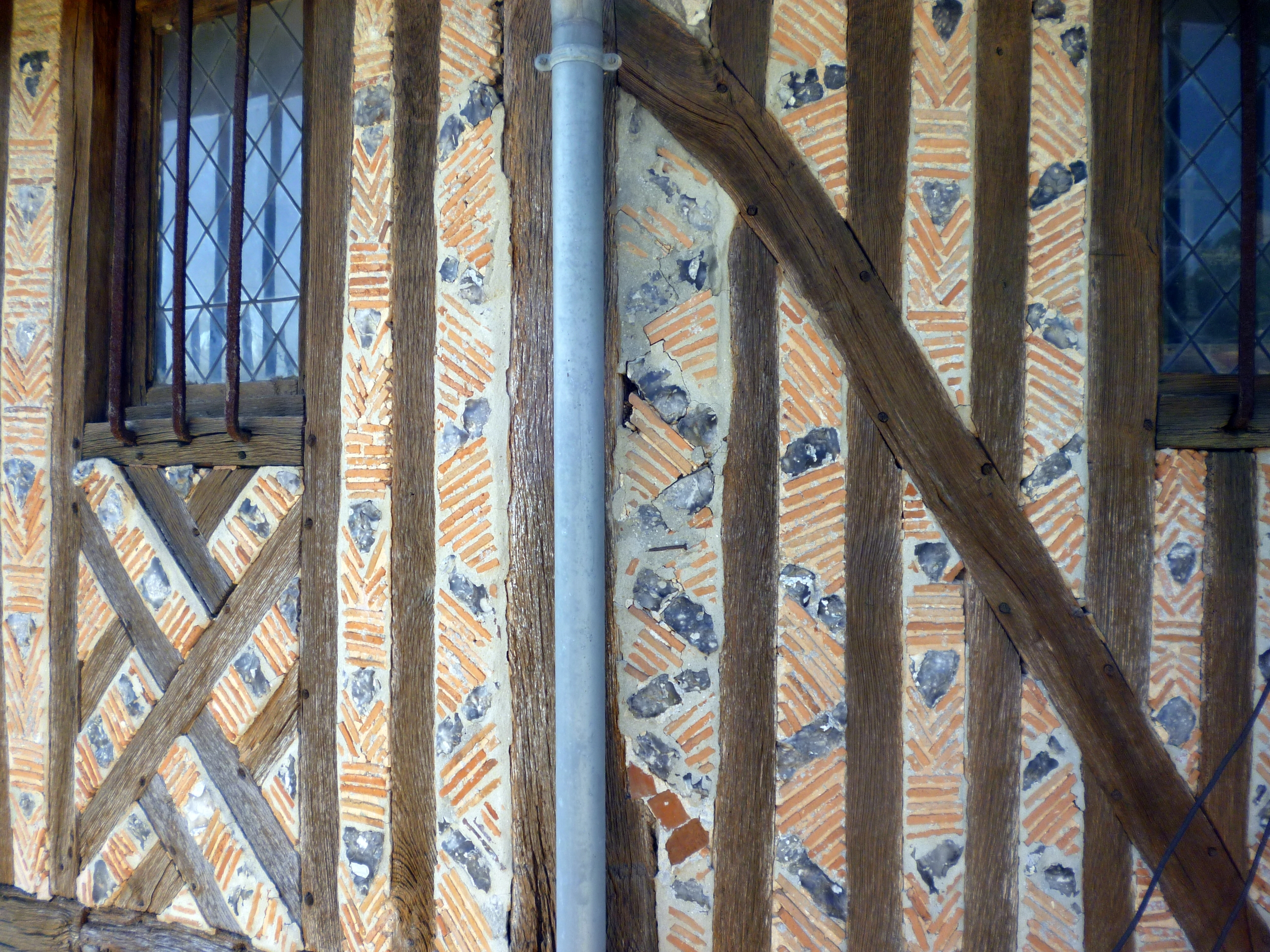
Détail de la sacristie.
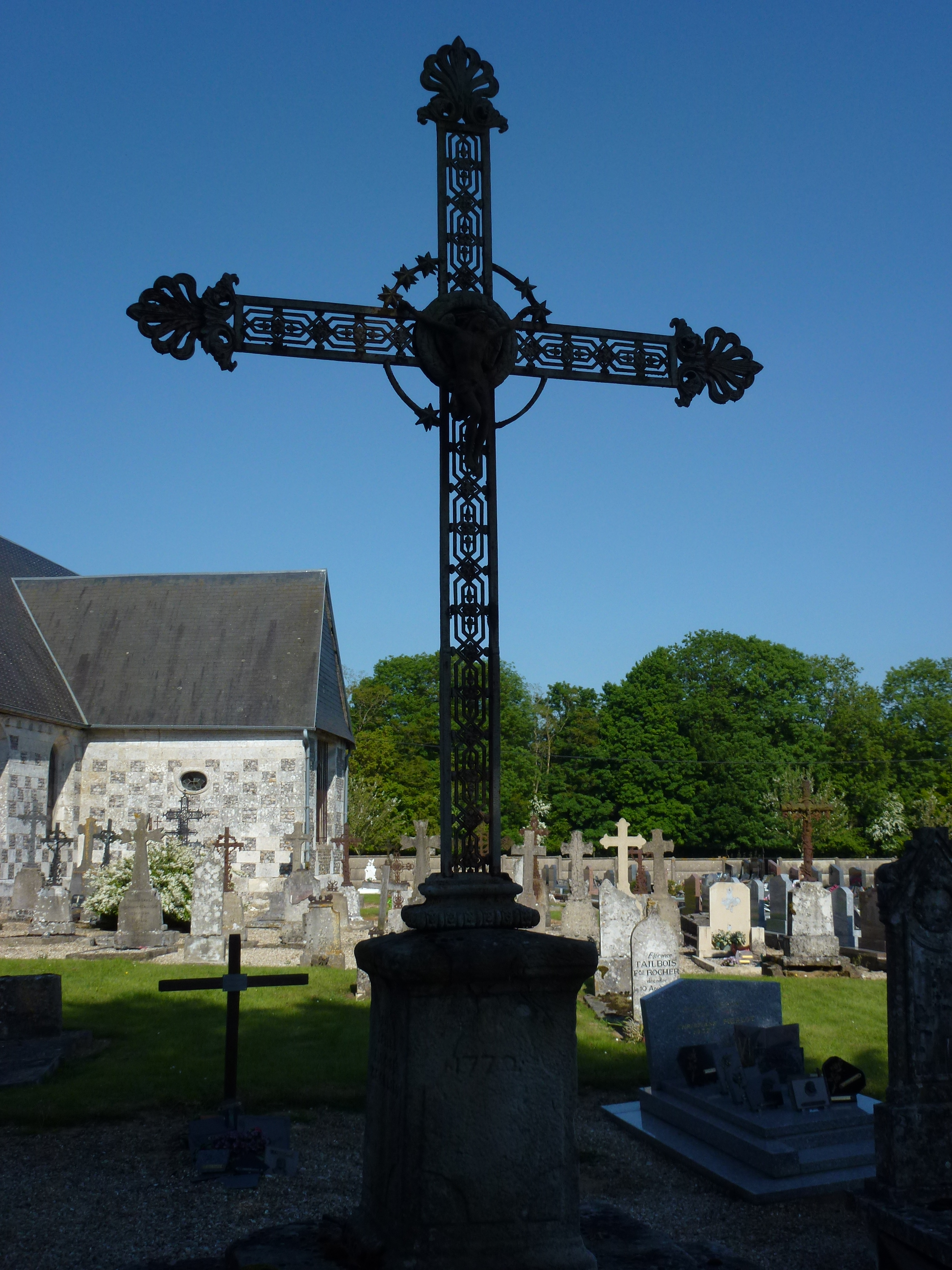
Croix de cimetière.
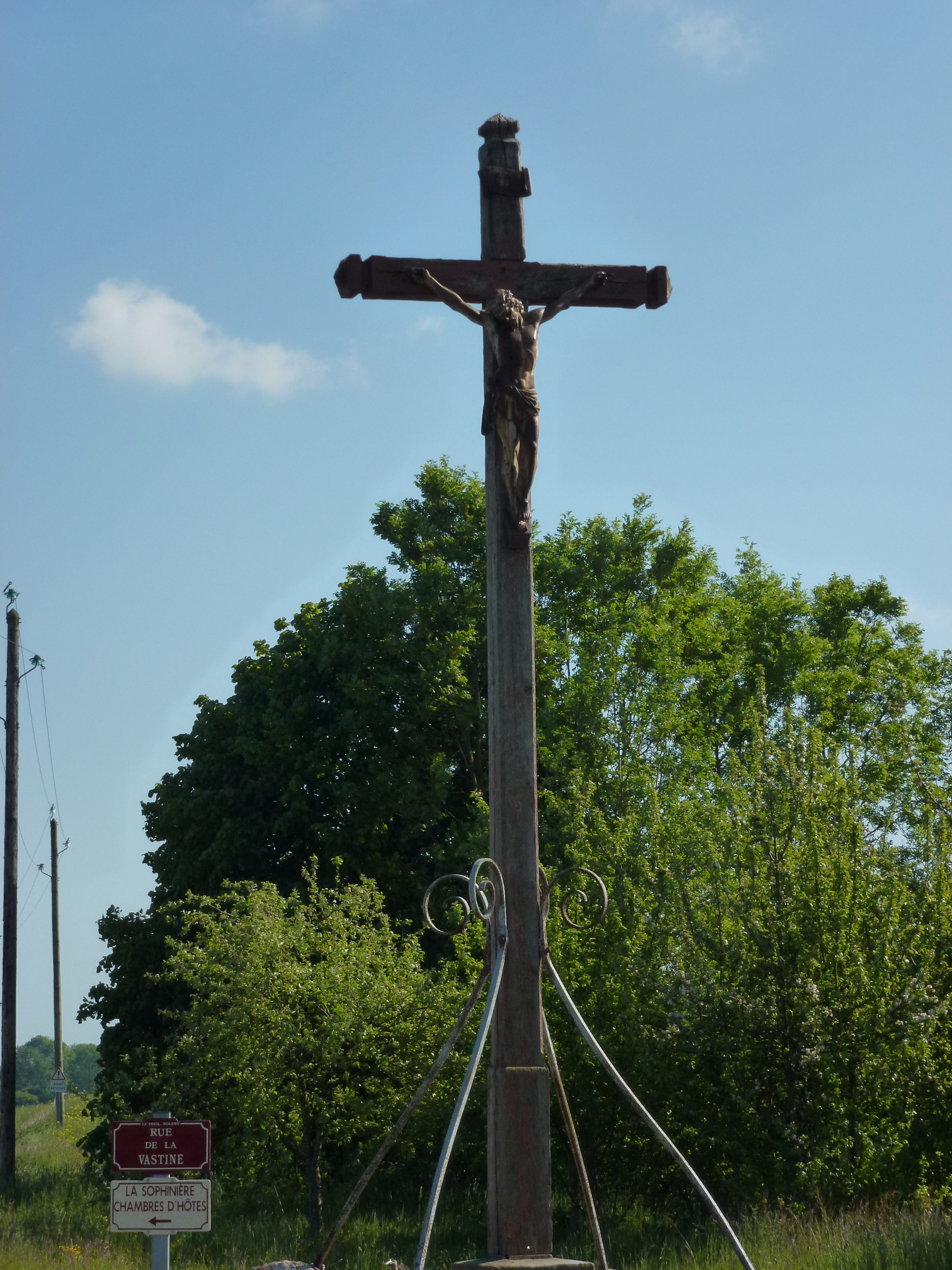
Croix de chemin.

- Le manoir du Coudray (XVIIe et XVIIIe).
- Le château de l'abbaye (XIXe).
- Le calvaire.
- La statue de sainte Colombe.
- La grotte de Notre-Dame-de-Lourdes. Cette grotte, située au hameau de la Vastine, est dédiée à la Vierge de Notre-Dame de Lourdes. Elle a été construite par monsieur et madame Gaston Touflet, en 1945, afin de remercier la Vierge d'avoir été épargnés pendant un bombardement de la Seconde Guerre mondiale. Leur fille fit don de la grotte à la commune en 1994. La statue de Bernadette Soubirous placée devant la grotte a été offerte par Agnès Houssaye.

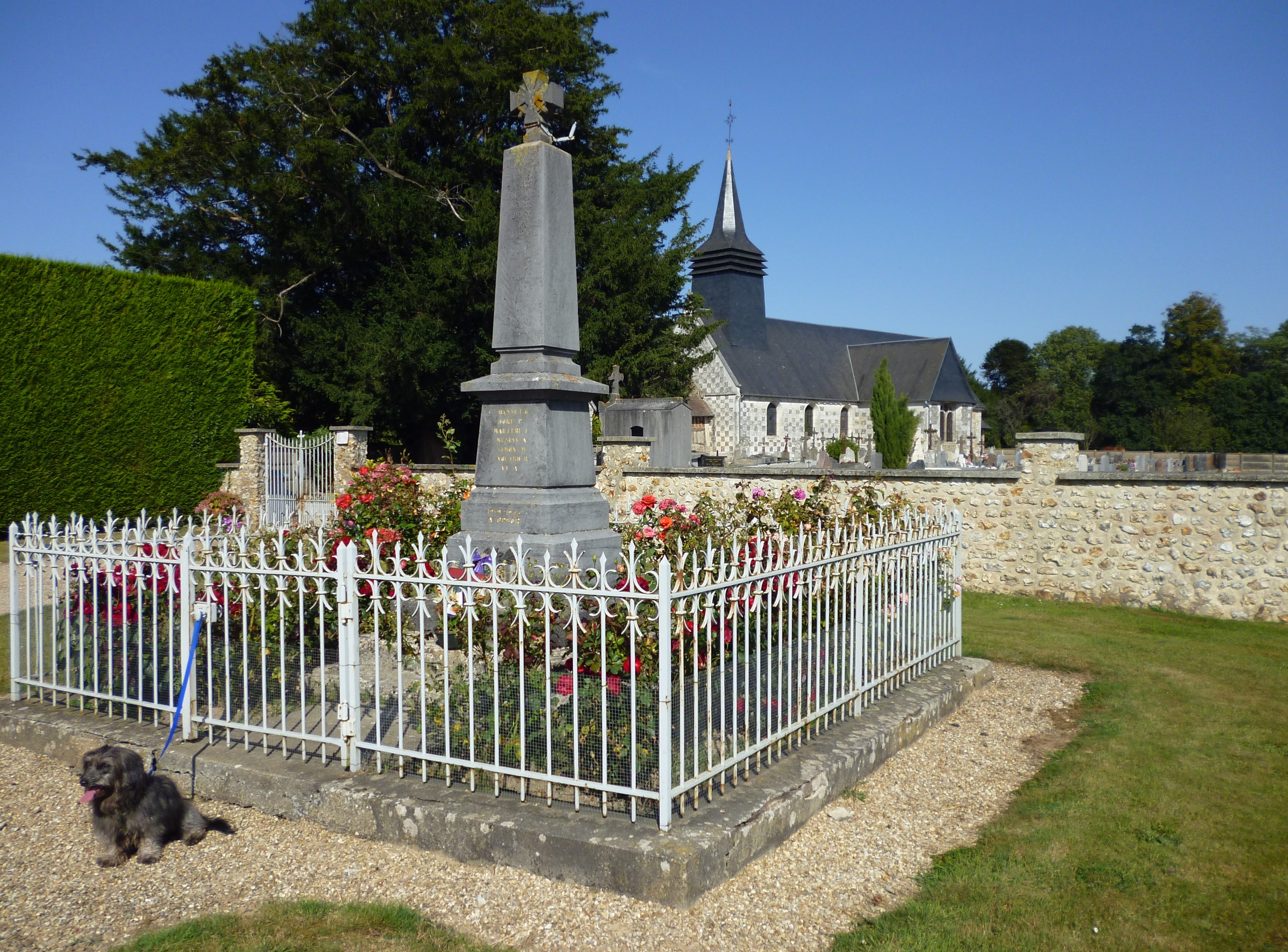
Monument aux morts.